# Pasquale Visocchi
Pasquale Visocchi (Atina, 17 maggio 1817 – Atina, 26 marzo 1908) è stato un agronomo, viticoltore e industriale cartario italiano.

## Biografia
Di una famiglia della borghesia imprenditoriale dell'Italia meridionale, fu iniziato agli studi classici dallo zio, Francescantonio Visocchi, vescovo di Gallipoli. Proseguì gli studi presso il Collegio Tulliano di Arpino, e poi, a Napoli, presso la scuola di Basilio Puoti con il fratello Giacinto e presso l'Università di Napoli dove seguì le lezioni di botanica e di agricoltura.
A causa della scomparsa del padre, nel 1841 fu costretto ad interrompere gli studi e a rientrare ad Atina per occuparsi dei fratelli e delle proprietà di famiglia. Iniziò così la carriera imprenditoriale nel campo industriale, creando e dirigendo una cartiera, e nel campo agricolo, in particolare, nella viticoltura.
Visocchi fu sindaco di Atina dal 1847 al 1850, mentre dal 1861 al 1871 rappresentò il suo mandamento, in qualità di consigliere provinciale, nel relativo consesso politico-amministrativo di Terra di Lavoro, con sede a Caserta.
Fu, inoltre, vicepresidente della Società degli agricoltori italiani e corrispondente del Journal d'Agricolture pratique.

## Attività industriale
Negli anni successivi al rientro in Atina, Visocchi si dedicò alla creazione di uno stabilimento industriale per la produzione della carta. Con all'aiuto di Pierre Poche, francese, che si recò in Francia ad acquistare i macchinari necessari, realizzò l'omonima cartiera, che venne inaugurata l'8 maggio 1841.
La cartiera Visocchi di Atina occupava intorno al 1870 circa 120 operai, con una produzione che si aggirava sui 3200 quintali, per un valore di carta prodotta pari a 370.000 lire.
Tale stabilimento, che nel corso del XX secolo registrò alterne vicende e diverse proprietà, rimase di fatto operativo fino agli anni settanta.

## Attività agricola
Intuendo che, per migliorare la produzione agricola, occorreva utilizzare l'antica pratica del sovescio, Visocchi predispose, su alcuni terreni, dei campi sperimentali, dai quali ricavò, dopo un decennio, una graduatoria delle specie più fertili, fra le quali la capraggine (galega officinalis), la fava e il trifoglio. In tal modo riuscì a confermare e a migliorare gli studi già condotti in Francia da George Ville, tanto che il viticoltore ed enologo Ottavio Ottavi, nel definirlo come l'inventore del processo di siderazione, invitò gli agricoltori italiani dalle pagine del periodico "Il Coltivatore" a seguire l'esempio di Visocchi. In particolare, secondo Visocchi, l'azoto necessario alla vegetazione, in quanto non artificiale, veniva assorbito dall'atmosfera delle leguminose sovesciate: tale tesi fu convalidata, nel 1888, dagli esperimenti di Hellriegel e Willfart, che osservarono come l'azoto atmosferico fosse fissato dai batteri nelle minuscole nodosità presenti sulle radici delle leguminose.
Contemporaneamente ai campi sperimentali, aveva cominciato a studiare le condizioni dei terreni in relazione alla possibilità d'impiantarvi vitigni francesi. Dal 1860, in particolare, importò dalla Francia sia uve rosse, quali: Cabernet franc, Cabernet sauvignon, Merlot, Syrah e Gamay, sia uve bianche, tra le quali il Pinot bianco, il Sémillon e il Roussane. Le esperienze di Visocchi furono riprese dalla Scuola di enologia di Conegliano Veneto.
Al termine di questo tragitto, nel 1891 Visocchi pubblicò un "trattatello elementare" dal titolo I principii e le regole della concimazione de' campi in cui descriveva le regole basilari della concimazione, osservando gli elementi più propizi alla fertilità dei terreni.